# Genoveva Reig Ribelles
Genoveva Reig Ribelles (Alacant, 13 de desembre de 1965) és una empresària i política valenciana, diputada a les Corts Valencianes en la IV Legislatura.

## Biografia
Es llicencià en Ciències de la Informació a la Universitat Autònoma de Barcelona. De 1989 a 1992 va treballar a Ràdio Alacant de la Cadena SER. Després fou nomenada responsable del gabinet de premsa d'Eduardo Zaplana quan era alcalde de Benidorm. Fou escollida diputada a les eleccions a les Corts Valencianes de 1995. El nou president, Eduardo Zaplana, la va nomenar Directora general de Mitjans de Comunicació.
Pel juliol de 1995 va dimitir del seu escó quan fou nomenada Subdirectora del Gabinet de Presidència de la Generalitat Valenciana. De 1998 a setembre de 2004 fou nomenada directora general de Televisió Valenciana, càrrec del qual dimití en desacord amb l'organigrama de l'organisme dissenyat pel successor de Zaplana, Francisco Camps.
L'abril de 2005 va ser nomenada consellera delegada de Tabarka Media, grup empresarial propietari de diverses televisions locals a Alacant, Alcoi i Castelló, càrrec del qual va dimitir en 2010. Posteriorment ha estat directora de Tele Alicante i en 2010 fou contractada com a assessora pel president de la diputació d'Alacant, José Joaquín Ripoll Serrano.